# Messengers 2: The Scarecrow
Messengers 2: The Scarecrow (Brasil: Os Mensageiros 2: o Espantalho  é um filme de terror sobrenatural estadunidense de 2009, estrelado por Norman Reedus, Claire Holt e Erbi Ago. É uma pré-sequência ao filme de 2007, Os Mensageiros, com Kristen Stewart. Foi dirigido por Martin Barnewitz e foi lançado diretamente em vídeo em DVD em 21 de julho de 2009.

## Sinopse
A história gira em torno do personagem John Rollins (Norman Reedus), um simples agricultor de Dakota do Norte, que luta para salvar a sua fazenda e manter a sua família unida. Depois de colocar um espantalho misterioso no seu campo a sua sorte parece melhorar, mas ela pode custar-lhe sua sanidade mental. O filme, na verdade, mostra o que aconteceu com os moradores antes da família Solomon (do primeiro filme).

## Elenco
- Norman Reedus como John Rollins
- Heather Stephens como Mary Rollins
- Claire Holt como Lindsay Rollins
- Laurence Belcher como Michael Rollins
- Richard Riehle como Jude Weatherby
- Darcy Fowers como Miranda Weatherby
- Erbi Ago como Randy
- Matthew McNulty]como Deputy Milton
- Michael McCoy como Mr. Peterson
- Kalina Green como The Little Ghost Girl